# Lauderzwarteveen
Lauderzwarteveen est un hameau qui fait partie de la commune de Westerwolde, situé dans la province néerlandaise de Groningue.